# Sfântul contra „SPADA”
Sfântul contra „SPADA” (titlul original: în engleză The Fiction Makers) este un film de aventuri englez, realizat în 1968 de regizorul Roy Ward Baker, după romanul omonim al scriitorului Leslie Charteris. Roger Moore joacă rolul principal al lui Simon Templar.
Protagoniștii filmului sunt actorii Roger Moore, Sylvia Syms, Justine Lord și Kenneth J. Warren. 

## Rezumat
După ce a asistat la premiera noii adaptări cinematografice a unui roman al scriitorului Amos Klein, Simon Templar însoțește un prieten, editorul romanelor, în biroul său. Acolo cei doi găsesc doi intruși care, totuși, reușesc să fugă. Se pare că spărgătorii au furat adresa secretă a autorului de bestselleruri Amos Klein. Templar află că Amos Klein este doar un pseudonim, deoarece autorul evită publicul. El îl instruiește pe Templar să se ocupe de protecția autorului. El este uimit să descopere că Amos Klein este drăguța Joyce Darling. La scurt timp după aceea, mai mulți bărbați deghizați în polițiști îi răpesc pe Templar și Darling. Când Templar își revine din leșin, vede că se află în casa de la țară a antreprenorului Warlock.
Templar se prezintă ca Amos Klein și este forțat de Warlock să elaboreze un plan pentru el, de a sustrage rezervele de aur ale Băncii Britanice. Templar și Darling reușesc să evadeze, dar la scurt timp după aceea sunt capturați din nou. Warlock îi amenință pe amândoi cu un aparat cu laser care îi distruge fără a lasa urme, după care cei doi sunt nevoiți să coopereaze. Templar îi prezintă lui Warlock planul pe care l-au elaborat el și Darling. În timpul pregătirilor iese la iveală că Amos Klein este de fapt Simon Templar, pe care Warlock tocmai la văzut pe coperta unei reviste.
Warlock o ține ostatică pe Darling în casa sa de la țară, în timp ce Templar trebuie să-l însoțească la jaf. Deși acest lucru reușește, Templar poate declanșa alarma, după care Warlock trebuie să abandoneze prada. Templar reușește să scape și se întoarce la casa de țară unde Darling s-a eliberat singură deja. Când Warlock apare pentru a-i ucide pe amândoi, el însuși este prins de razele laserului și făcut scrum.

## Distribuție
- Roger Moore – Simon Templar
- Sylvia Syms – Joyce Darling / Amos Klein
- Justine Lord – Galaxy Rose
- Kenneth J. Warren – Warlock
- Philip Locke – Frug
- Tom Clegg – Monk
- Nicholas Smith – Bishop
- Roy Hanlon – Nero Jones
- Caron Gardner – Carol Henley
- Peter Ashmore – Finlay Hugoson
- Frank Maher – Rip Savage
- Graham Armitage – Carson
- Lila Kaye – Ma
- Joe Gibbons – Pa
- Anthony Blackshaw – Morgan
- Roy Boyd – McCord
- Shaun Curry – un gardian
- Vincent Harding – primul gardian

## Trivia
- Deși data de lansare a acestei versiuni de lungmetraj a fost decembrie 1968, moda și stilul sugerează că a fost filmată mult mai devreme. Secvența de titlu arată într-adevăr un an de drepturi de autor din 1966, ceea ce indică faptul că acesta a fost filmat în perioada primei serii color din serialul Sfântul. Cu toate acestea, episodul în două părți din Sfântul, care a alcătuit această versiune lungă, nu a fost difuzat decât în ultima parte a sezonului final.[1]

- SPADA (în engleză S.W.O.R.D. este acronimul pentru Secret World Organization for Retribution & Destruction, în română  Organizația Mondială Secretă pentru Răzbunare și Distrugere) este o organizație criminală fictivă care există ca o creație în cadrul unei opere literare de ficțiune. Organizația apare în romanul The Saint and the Fiction Makers, scris de Fleming Lee. Este creditat editorului Leslie Charteris, care a creat personajul principal al lui Simon Templar, alias „Sfântul”. The Fiction Makers a fost adaptat după un episod din două părți cu același titlu scris de John Kruse din serialul Sfântul. Acesta a fost mai târziu remontat și lansat în 1968 ca un film color.